# Eleições legislativas portuguesas de 2002 no distrito de Castelo Branco
| Eleições legislativas portuguesas de 2002 Distritos: Aveiro \| Beja \| Braga \| Bragança \| Castelo Branco \| Coimbra \| Évora \| Faro \| Guarda \| Leiria \| Lisboa \| Portalegre \| Porto \| Santarém \| Setúbal \| Viana do Castelo \| Vila Real \| Viseu \| Açores \| Madeira \| Estrangeiro |

## Resultados por Concelho
Os resultados nos concelhos do Distrito de Castelo Branco foram os seguintes:

### Belmonte
| Partido                 | Partido                        | Votos | %               | +/-  |
| ----------------------- | ------------------------------ | ----- | --------------- | ---- |
|                         | Partido Socialista             | 1 798 | 48,33 / 100,00  | 8,88 |
|                         | Partido Social Democrata       | 1 363 | 36,64 / 100,00  | 9,76 |
|                         | Partido Popular                | 244   | 6,56 / 100,00   | 0,49 |
|                         | Coligação Democrática Unitária | 139   | 3,74 / 100,00   | 1,32 |
|                         | Bloco de Esquerda              | 38    | 1,02 / 100,00   | 0,20 |
|                         | Outros                         | 66    | 1,78 / 100,00   |      |
| Votos Inválidos         | Votos Inválidos                | 72    | 1,94 / 100,00   | 0,64 |
| Total                   | Total                          | 3 720 | 100,00 / 100,00 |      |
| Eleitorado/Participação | Eleitorado/Participação        | 6 040 | 61,59 / 100,00  | 0,45 |

| Freguesia        | %     | %     | %    | %    | %    | Votantes |
| Freguesia        | PS    | PSD   | PP   | CDU  | BE   | Votantes |
| ---------------- | ----- | ----- | ---- | ---- | ---- | -------- |
| Belmonte         | 46,90 | 36,36 | 6,61 | 5,65 | 1,45 | 1 452    |
| Caria            | 51,19 | 34,89 | 7,33 | 2,84 | 0,64 | 1 092    |
| Colmeal da Torre | 39,83 | 44,44 | 6,71 | 2,10 | 1,05 | 477      |
| Inguias          | 52,19 | 33,03 | 7,16 | 2,54 | 0,69 | 433      |
| Maçainhas        | 53,38 | 37,22 | 1,88 | 1,88 | 0,75 | 266      |
| Belmonte         | 48,33 | 36,64 | 6,56 | 3,74 | 1,02 | 3 720    |

### Castelo Branco
| Partido                 | Partido                        | Votos  | %               | +/-  |
| ----------------------- | ------------------------------ | ------ | --------------- | ---- |
|                         | Partido Socialista             | 15 421 | 49,80 / 100,00  | 5,95 |
|                         | Partido Social Democrata       | 10 708 | 34,58 / 100,00  | 6,40 |
|                         | Partido Popular                | 2 201  | 7,11 / 100,00   | 0,41 |
|                         | Coligação Democrática Unitária | 889    | 2,87 / 100,00   | 1,30 |
|                         | Bloco de Esquerda              | 597    | 1,93 / 100,00   | 0,25 |
|                         | Outros                         | 533    | 1,72 / 100,00   |      |
| Votos Inválidos         | Votos Inválidos                | 614    | 1,98 / 100,00   | 0,01 |
| Total                   | Total                          | 30 963 | 100,00 / 100,00 |      |
| Eleitorado/Participação | Eleitorado/Participação        | 48 590 | 63,72 / 100,00  | 1,59 |

| Freguesia                | %     | %     | %     | %    | %    | Votantes |
| Freguesia                | PS    | PSD   | PP    | CDU  | BE   | Votantes |
| ------------------------ | ----- | ----- | ----- | ---- | ---- | -------- |
| Alcains                  | 60,88 | 25,23 | 5,55  | 2,36 | 2,75 | 2 541    |
| Almaceda                 | 48,79 | 38,28 | 5,86  | 2,41 | 1,55 | 580      |
| Benquerenças             | 58,38 | 28,13 | 6,36  | 2,31 | 1,54 | 519      |
| Cafede                   | 50,00 | 29,03 | 8,06  | 3,76 | 1,61 | 186      |
| Castelo Branco           | 46,25 | 37,24 | 7,92  | 2,94 | 2,29 | 15 348   |
| Cebolais de Cima         | 57,64 | 23,51 | 5,20  | 7,48 | 2,49 | 923      |
| Escalos de Baixo         | 70,20 | 18,49 | 5,39  | 1,44 | 1,26 | 557      |
| Escalos de Cima          | 64,44 | 21,91 | 4,84  | 2,28 | 1,85 | 703      |
| Freixial do Campo        | 63,10 | 24,79 | 5,35  | 1,69 | 1,13 | 355      |
| Juncal do Campo          | 52,67 | 26,74 | 8,29  | 2,94 | 1,34 | 374      |
| Lardosa                  | 49,66 | 34,01 | 7,14  | 4,25 | 0,51 | 588      |
| Louriçal do Campo        | 41,68 | 45,89 | 3,37  | 2,53 | 1,26 | 475      |
| Lousa                    | 56,32 | 25,30 | 8,50  | 2,96 | 1,38 | 506      |
| Malpica do Tejo          | 66,21 | 19,34 | 3,32  | 8,20 | 0,39 | 512      |
| Mata                     | 43,58 | 37,03 | 10,58 | 1,51 | 1,76 | 397      |
| Monforte da Beira        | 61,33 | 29,33 | 3,47  | 1,33 | 0,27 | 375      |
| Ninho do Açor            | 58,22 | 24,53 | 9,70  | 2,16 | 1,89 | 371      |
| Póvoa de Rio de Moinhos  | 43,33 | 37,38 | 10,71 | 0,71 | 1,90 | 420      |
| Retaxo                   | 57,34 | 24,88 | 6,65  | 5,56 | 3,40 | 647      |
| Salgueiro do Campo       | 50,89 | 34,47 | 8,28  | 2,22 | 1,04 | 676      |
| Santo André das Tojeiras | 43,42 | 46,26 | 5,81  | 0,59 | 0,24 | 843      |
| São Vicente da Beira     | 47,90 | 39,78 | 5,23  | 2,80 | 0,93 | 1 071    |
| Sarzedas                 | 33,66 | 53,77 | 6,65  | 0,81 | 0,57 | 1 233    |
| Sobral do Campo          | 46,48 | 35,17 | 8,26  | 2,45 | 1,83 | 327      |
| Tinalhas                 | 51,38 | 29,82 | 7,57  | 3,44 | 2,06 | 436      |
| Castelo Branco           | 49,80 | 34,58 | 7,11  | 2,87 | 1,93 | 30 963   |

### Covilhã
| Partido                 | Partido                        | Votos  | %               | +/-  |
| ----------------------- | ------------------------------ | ------ | --------------- | ---- |
|                         | Partido Socialista             | 17 057 | 55,27 / 100,00  | 2,04 |
|                         | Partido Social Democrata       | 8 174  | 26,49 / 100,00  | 4,97 |
|                         | Partido Popular                | 2 023  | 6,56 / 100,00   | 0,47 |
|                         | Coligação Democrática Unitária | 1 979  | 6,41 / 100,00   | 3,83 |
|                         | Bloco de Esquerda              | 518    | 1,68 / 100,00   | 0,36 |
|                         | Outros                         | 566    | 1,83 / 100,00   |      |
| Votos Inválidos         | Votos Inválidos                | 544    | 1,76 / 100,00   | 0,16 |
| Total                   | Total                          | 30 861 | 100,00 / 100,00 |      |
| Eleitorado/Participação | Eleitorado/Participação        | 49 788 | 61,98 / 100,00  | 1,68 |

| Freguesia                       | %     | %     | %     | %     | %    | Votantes |
| Freguesia                       | PS    | PSD   | PP    | CDU   | BE   | Votantes |
| ------------------------------- | ----- | ----- | ----- | ----- | ---- | -------- |
| Aldeia de S. Francisco de Assis | 54,45 | 28,57 | 6,20  | 7,82  | 1,35 | 371      |
| Aldeia do Souto                 | 56,91 | 22,87 | 14,89 | 2,13  | 0    | 188      |
| Barco                           | 50,58 | 37,59 | 6,03  | 1,62  | 0,70 | 431      |
| Boidobra                        | 58,66 | 19,80 | 5,39  | 10,44 | 1,33 | 1 207    |
| Canhoso                         | 66,05 | 17,65 | 5,26  | 5,06  | 1,75 | 969      |
| Cantar-Galo                     | 67,76 | 14,01 | 5,56  | 8,04  | 1,01 | 1 492    |
| Casegas                         | 42,37 | 41,69 | 8,88  | 2,96  | 0,68 | 439      |
| Cortes do Meio                  | 42,54 | 25,00 | 17,94 | 8,06  | 1,21 | 496      |
| Coutada                         | 55,84 | 29,34 | 4,42  | 2,52  | 3,15 | 317      |
| Covilhã (Conceição)             | 57,42 | 27,50 | 5,84  | 5,30  | 1,80 | 4 774    |
| Covilhã (Santa Maria)           | 56,22 | 27,38 | 5,49  | 5,62  | 2,31 | 1 512    |
| Covilhã (São Martinho)          | 61,75 | 23,80 | 4,60  | 5,29  | 1,85 | 2 761    |
| Covilhã (São Pedro)             | 47,66 | 36,87 | 5,73  | 4,34  | 2,17 | 1 519    |
| Dominguizo                      | 44,59 | 42,81 | 4,74  | 3,26  | 2,07 | 675      |
| Erada                           | 58,60 | 22,56 | 11,04 | 2,76  | 1,79 | 616      |
| Ferro                           | 58,42 | 21,91 | 7,55  | 4,08  | 2,23 | 808      |
| Orjais                          | 56,11 | 26,67 | 8,15  | 2,78  | 1,30 | 540      |
| Ourondo                         | 34,07 | 47,41 | 8,15  | 2,59  | 1,11 | 270      |
| Paul                            | 44,25 | 36,98 | 9,22  | 4,99  | 0,98 | 922      |
| Peraboa                         | 41,44 | 39,10 | 13,15 | 2,16  | 0,36 | 555      |
| Peso                            | 48,36 | 36,54 | 8,53  | 2,84  | 0,88 | 457      |
| São Jorge da Beira              | 52,43 | 33,90 | 4,12  | 4,31  | 1,12 | 534      |
| Sarzedo                         | 72,37 | 22,37 | 2,63  | 0     | 0    | 152      |
| Sobral de São Miguel            | 39,11 | 38,27 | 12,57 | 1,68  | 1,12 | 358      |
| Teixoso                         | 61,69 | 23,56 | 5,38  | 3,73  | 2,04 | 2 250    |
| Tortosendo                      | 46,82 | 21,59 | 6,85  | 18,08 | 2,24 | 3 080    |
| Unhais da Serra                 | 59,39 | 24,32 | 6,00  | 5,09  | 1,47 | 884      |
| Vale Formoso                    | 45,52 | 38,06 | 8,58  | 1,87  | 1,87 | 268      |
| Vales do Rio                    | 52,50 | 30,24 | 7,61  | 4,08  | 0,93 | 539      |
| Verdelhos                       | 45,75 | 30,72 | 6,86  | 7,52  | 1,63 | 306      |
| Vila do Carvalho                | 64,82 | 15,12 | 5,47  | 8,80  | 1,45 | 1 171    |
| Covilhã                         | 55,27 | 26,49 | 6,56  | 6,41  | 1,68 | 30 861   |

### Fundão
| Partido                 | Partido                        | Votos  | %               | +/-  |
| ----------------------- | ------------------------------ | ------ | --------------- | ---- |
|                         | Partido Socialista             | 8 244  | 47,59 / 100,00  | 9,03 |
|                         | Partido Social Democrata       | 6 476  | 37,38 / 100,00  | 9,55 |
|                         | Partido Popular                | 1 137  | 6,56 / 100,00   | 1,11 |
|                         | Coligação Democrática Unitária | 500    | 2,89 / 100,00   | 1,78 |
|                         | Bloco de Esquerda              | 310    | 1,79 / 100,00   | 0,39 |
|                         | Outros                         | 341    | 1,97 / 100,00   |      |
| Votos Inválidos         | Votos Inválidos                | 316    | 1,82 / 100,00   | 0,37 |
| Total                   | Total                          | 17 324 | 100,00 / 100,00 |      |
| Eleitorado/Participação | Eleitorado/Participação        | 28 715 | 60,33 / 100,00  | 1,23 |

| Freguesia           | %     | %     | %     | %    | %    | Votantes |
| Freguesia           | PS    | PSD   | PP    | CDU  | BE   | Votantes |
| ------------------- | ----- | ----- | ----- | ---- | ---- | -------- |
| Alcaide             | 52,84 | 31,22 | 4,59  | 5,02 | 1,97 | 458      |
| Alcaria             | 45,78 | 38,34 | 8,01  | 1,00 | 2,72 | 699      |
| Alcongosta          | 49,65 | 36,64 | 5,44  | 1,89 | 2,84 | 423      |
| Aldeia de Joanes    | 48,70 | 30,67 | 8,55  | 5,58 | 2,23 | 538      |
| Aldeia Nova do Cabo | 58,00 | 24,83 | 4,64  | 3,94 | 3,02 | 431      |
| Alpedrinha          | 47,91 | 38,90 | 7,18  | 1,00 | 1,50 | 599      |
| Atalaia do Campo    | 52,16 | 37,36 | 4,33  | 0,46 | 2,05 | 439      |
| Barroca             | 43,76 | 40,71 | 11,29 | 1,18 | 0,47 | 425      |
| Bogas de Baixo      | 37,62 | 54,29 | 4,29  | 0,48 | 0,48 | 210      |
| Bogas de Cima       | 27,24 | 61,46 | 6,64  | 1,33 | 1,33 | 301      |
| Capinha             | 61,17 | 22,07 | 6,42  | 4,47 | 0,84 | 358      |
| Castelejo           | 37,88 | 47,40 | 5,57  | 2,33 | 2,33 | 557      |
| Castelo Novo        | 36,40 | 44,35 | 5,44  | 4,18 | 1,67 | 239      |
| Donas               | 64,96 | 21,37 | 4,27  | 4,49 | 1,71 | 468      |
| Enxames             | 53,62 | 25,80 | 6,96  | 4,93 | 1,45 | 345      |
| Escarigo            | 52,28 | 38,07 | 3,05  | 1,02 | 0,51 | 197      |
| Fatela              | 57,43 | 25,95 | 7,87  | 2,33 | 3,50 | 343      |
| Fundão              | 44,78 | 38,71 | 7,14  | 4,47 | 2,07 | 4 203    |
| Janeiro de Cima     | 41,57 | 46,27 | 6,27  | 1,57 | 3,14 | 255      |
| Lavacolhos          | 56,15 | 25,67 | 6,95  | 4,81 | 3,21 | 187      |
| Mata da Rainha      | 39,88 | 44,79 | 3,68  | 0,61 | 1,84 | 163      |
| Orca                | 45,54 | 42,05 | 6,01  | 1,55 | 1,16 | 516      |
| Pero Viseu          | 46,48 | 37,08 | 8,36  | 1,04 | 1,57 | 383      |
| Póvoa de Atalaia    | 43,35 | 40,99 | 7,51  | 1,29 | 0,86 | 466      |
| Salgueiro           | 49,54 | 34,56 | 8,76  | 3,00 | 0,46 | 434      |
| Silvares            | 48,02 | 41,20 | 3,01  | 2,54 | 1,43 | 631      |
| Soalheira           | 28,38 | 56,93 | 9,57  | 0,99 | 0,83 | 606      |
| Souto da Casa       | 48,26 | 39,20 | 5,23  | 2,44 | 2,26 | 574      |
| Telhado             | 51,68 | 35,92 | 4,65  | 2,58 | 1,55 | 387      |
| Vale de Prazeres    | 50,47 | 32,49 | 8,92  | 2,66 | 1,07 | 751      |
| Valverde            | 63,96 | 25,47 | 3,39  | 1,49 | 1,49 | 738      |
| Fundão              | 47,59 | 37,38 | 6,56  | 2,89 | 1,78 | 17 324   |

### Idanha-a-Nova
| Partido                 | Partido                        | Votos  | %               | +/-  |
| ----------------------- | ------------------------------ | ------ | --------------- | ---- |
|                         | Partido Socialista             | 3 507  | 48,89 / 100,00  | 7,65 |
|                         | Partido Social Democrata       | 2 731  | 38,07 / 100,00  | 8,39 |
|                         | Partido Popular                | 417    | 5,81 / 100,00   | 0,79 |
|                         | Coligação Democrática Unitária | 127    | 1,77 / 100,00   | 1,91 |
|                         | Outros                         | 199    | 2,77 / 100,00   |      |
| Votos Inválidos         | Votos Inválidos                | 192    | 2,67 / 100,00   | 0,20 |
| Total                   | Total                          | 7 173  | 100,00 / 100,00 |      |
| Eleitorado/Participação | Eleitorado/Participação        | 11 519 | 62,27 / 100,00  | 0,40 |

| Freguesia                 | %     | %     | %     | %    | Votantes |
| Freguesia                 | PS    | PSD   | PP    | CDU  | Votantes |
| ------------------------- | ----- | ----- | ----- | ---- | -------- |
| Alcafozes                 | 36,84 | 52,63 | 3,16  | 0,53 | 190      |
| Aldeia de Santa Margarida | 45,28 | 35,85 | 8,02  | 0    | 212      |
| Idanha-a-Nova             | 56,12 | 33,85 | 4,62  | 1,61 | 1 365    |
| Idanha-a-Velha            | 50,00 | 41,43 | 1,43  | 5,71 | 70       |
| Ladoeiro                  | 52,40 | 35,01 | 5,52  | 1,20 | 834      |
| Medelim                   | 48,77 | 34,98 | 7,39  | 2,46 | 203      |
| Monfortinho               | 35,19 | 54,40 | 6,94  | 0,69 | 432      |
| Monsanto                  | 61,26 | 26,66 | 5,46  | 0,99 | 604      |
| Oledo                     | 41,04 | 38,76 | 9,77  | 3,26 | 307      |
| Penha Garcia              | 48,20 | 37,84 | 6,46  | 0,75 | 666      |
| Proença-a-Velha           | 33,83 | 49,75 | 5,97  | 1,00 | 201      |
| Rosmaninhal               | 33,88 | 49,53 | 10,05 | 1,64 | 428      |
| Salvaterra do Extremo     | 46,89 | 32,20 | 5,08  | 9,04 | 177      |
| São Miguel de Acha        | 38,39 | 46,21 | 5,80  | 3,79 | 448      |
| Segura                    | 51,95 | 37,01 | 4,55  | 0    | 154      |
| Toulões                   | 50,00 | 41,52 | 1,79  | 2,23 | 224      |
| Zebreira                  | 56,99 | 31,61 | 4,86  | 2,13 | 658      |
| Idanha-a-Nova             | 48,89 | 38,07 | 5,81  | 1,77 | 7 173    |

### Oleiros
| Partido                 | Partido                  | Votos | %               | +/-  |
| ----------------------- | ------------------------ | ----- | --------------- | ---- |
|                         | Partido Social Democrata | 3 046 | 65,38 / 100,00  | 4,71 |
|                         | Partido Socialista       | 1 067 | 22,90 / 100,00  | 7,21 |
|                         | Partido Popular          | 362   | 7,77 / 100,00   | 2,94 |
|                         | Outros                   | 90    | 1,93 / 100,00   |      |
| Votos Inválidos         | Votos Inválidos          | 94    | 2,02 / 100,00   | 0,01 |
| Total                   | Total                    | 4 659 | 100,00 / 100,00 |      |
| Eleitorado/Participação | Eleitorado/Participação  | 7 409 | 62,88 / 100,00  | 1,78 |

| Freguesia             | %     | %     | %     | Votantes |
| Freguesia             | PSD   | PS    | PP    | Votantes |
| --------------------- | ----- | ----- | ----- | -------- |
| Álvaro                | 84,79 | 7,37  | 3,23  | 217      |
| Amieira               | 56,33 | 7,59  | 32,91 | 158      |
| Cambas                | 66,53 | 25,81 | 4,03  | 248      |
| Estreito              | 66,92 | 19,50 | 9,69  | 795      |
| Isna                  | 76,74 | 11,81 | 9,72  | 288      |
| Madeirã               | 68,18 | 23,38 | 5,84  | 154      |
| Mosteiro              | 65,56 | 21,85 | 7,28  | 302      |
| Oleiros               | 64,87 | 22,08 | 8,56  | 1 449    |
| Orvalho               | 38,74 | 54,56 | 3,04  | 493      |
| Sarnadas de São Simão | 77,41 | 16,32 | 2,93  | 239      |
| Sobral                | 77,33 | 16,28 | 2,91  | 172      |
| Vilar Barroco         | 71,53 | 19,44 | 4,17  | 144      |
| Oleiros               | 65,38 | 22,90 | 7,77  | 4 659    |

### Penamacor
| Partido                 | Partido                        | Votos | %               | +/-  |
| ----------------------- | ------------------------------ | ----- | --------------- | ---- |
|                         | Partido Socialista             | 1 607 | 43,16 / 100,00  | 9,47 |
|                         | Partido Social Democrata       | 1 418 | 38,09 / 100,00  | 8,09 |
|                         | Partido Popular                | 416   | 11,17 / 100,00  | 2,42 |
|                         | Coligação Democrática Unitária | 64    | 1,72 / 100,00   | 1,07 |
|                         | Outros                         | 141   | 3,79 / 100,00   |      |
| Votos Inválidos         | Votos Inválidos                | 77    | 2,07 / 100,00   | 1,07 |
| Total                   | Total                          | 3 723 | 100,00 / 100,00 |      |
| Eleitorado/Participação | Eleitorado/Participação        | 6 794 | 54,80 / 100,00  | 2,51 |

| Freguesia                | %     | %     | %     | %    | Votantes |
| Freguesia                | PS    | PSD   | PP    | CDU  | Votantes |
| ------------------------ | ----- | ----- | ----- | ---- | -------- |
| Águas                    | 31,20 | 49,20 | 9,20  | 5,20 | 250      |
| Aldeia de João Pires     | 33,88 | 45,90 | 12,57 | 1,64 | 183      |
| Aldeia do Bispo          | 38,96 | 37,97 | 12,90 | 3,23 | 403      |
| Aranhas                  | 46,67 | 36,47 | 9,02  | 1,18 | 255      |
| Bemposta                 | 47,83 | 40,87 | 4,35  | 0,87 | 115      |
| Benquerença              | 55,62 | 28,57 | 9,12  | 0,91 | 329      |
| Meimão                   | 61,04 | 29,72 | 3,61  | 1,20 | 249      |
| Meimoa                   | 48,46 | 35,49 | 9,56  | 1,71 | 293      |
| Pedrógão de São Pedro    | 28,87 | 49,14 | 15,12 | 0,34 | 291      |
| Penamacor                | 39,61 | 38,64 | 15,43 | 0,61 | 823      |
| Salvador                 | 43,83 | 37,34 | 11,36 | 1,95 | 308      |
| Vale da Senhora da Póvoa | 50,89 | 31,25 | 7,59  | 3,57 | 224      |
| Penamacor                | 43,16 | 38,09 | 11,17 | 1,72 | 3 723    |

### Proença-a-Nova
| Partido                 | Partido                  | Votos | %               | +/-  |
| ----------------------- | ------------------------ | ----- | --------------- | ---- |
|                         | Partido Social Democrata | 3 513 | 58,70 / 100,00  | 7,61 |
|                         | Partido Socialista       | 1 668 | 27,87 / 100,00  | 8,79 |
|                         | Partido Popular          | 489   | 8,17 / 100,00   | 1,14 |
|                         | Outros                   | 187   | 3,11 / 100,00   |      |
| Votos Inválidos         | Votos Inválidos          | 128   | 2,14 / 100,00   | 0,22 |
| Total                   | Total                    | 5 985 | 100,00 / 100,00 |      |
| Eleitorado/Participação | Eleitorado/Participação  | 8 931 | 67,01 / 100,00  | 0,64 |

| Freguesia            | %     | %     | %    | Votantes |
| Freguesia            | PSD   | PS    | PP   | Votantes |
| -------------------- | ----- | ----- | ---- | -------- |
| Alvito da Beira      | 76,00 | 14,13 | 6,93 | 375      |
| Montes da Senhora    | 65,23 | 23,44 | 7,18 | 627      |
| Peral                | 41,13 | 46,37 | 6,25 | 496      |
| Proença-a-Nova       | 58,52 | 26,57 | 9,80 | 2 642    |
| São Pedro do Esteval | 57,79 | 28,79 | 8,87 | 462      |
| Sobreira Formosa     | 57,99 | 29,14 | 6,29 | 1 383    |
| Proença-a-Nova       | 58,70 | 27,87 | 8,17 | 5 985    |

### Sertã
| Partido                 | Partido                  | Votos  | %               | +/-  |
| ----------------------- | ------------------------ | ------ | --------------- | ---- |
|                         | Partido Social Democrata | 5 942  | 58,91 / 100,00  | 2,93 |
|                         | Partido Socialista       | 2 850  | 28,26 / 100,00  | 3,65 |
|                         | Partido Popular          | 822    | 8,15 / 100,00   | 1,10 |
|                         | Outros                   | 267    | 2,65 / 100,00   |      |
| Votos Inválidos         | Votos Inválidos          | 205    | 2,03 / 100,00   | 0,20 |
| Total                   | Total                    | 10 086 | 100,00 / 100,00 |      |
| Eleitorado/Participação | Eleitorado/Participação  | 15 713 | 64,19 / 100,00  | 0,52 |

| Freguesia             | %     | %     | %     | Votantes |
| Freguesia             | PSD   | PS    | PP    | Votantes |
| --------------------- | ----- | ----- | ----- | -------- |
| Cabeçudo              | 42,45 | 48,26 | 5,47  | 603      |
| Carvalhal             | 54,12 | 35,99 | 3,85  | 364      |
| Castelo               | 64,70 | 28,66 | 4,87  | 677      |
| Cernache do Bonjardim | 61,68 | 26,39 | 6,58  | 1 777    |
| Cumeada               | 65,08 | 14,07 | 16,58 | 398      |
| Ermida                | 74,35 | 5,65  | 17,83 | 230      |
| Figueiredo            | 79,65 | 11,63 | 4,65  | 172      |
| Marmeleiro            | 69,55 | 11,11 | 17,28 | 243      |
| Nesperal              | 57,08 | 29,68 | 5,48  | 219      |
| Palhais               | 58,05 | 31,21 | 3,69  | 298      |
| Pedrógão Pequeno      | 53,28 | 32,16 | 8,00  | 625      |
| Sertã                 | 54,74 | 32,27 | 8,30  | 3 133    |
| Troviscal             | 58,16 | 27,84 | 8,02  | 686      |
| Várzea dos Cavaleiros | 71,71 | 13,31 | 12,10 | 661      |
| Sertã                 | 58,91 | 28,26 | 8,15  | 10 086   |

### Vila de Rei
| Partido                 | Partido                  | Votos | %               | +/-  |
| ----------------------- | ------------------------ | ----- | --------------- | ---- |
|                         | Partido Social Democrata | 1 548 | 66,18 / 100,00  | 1,27 |
|                         | Partido Popular          | 355   | 15,18 / 100,00  | 5,01 |
|                         | Partido Socialista       | 303   | 12,95 / 100,00  | 5,06 |
|                         | Outros                   | 66    | 2,82 / 100,00   |      |
| Votos Inválidos         | Votos Inválidos          | 67    | 2,86 / 100,00   | 0,25 |
| Total                   | Total                    | 2 339 | 100,00 / 100,00 |      |
| Eleitorado/Participação | Eleitorado/Participação  | 3 315 | 70,56 / 100,00  | 0,40 |

| Freguesia        | %     | %     | %     | Votantes |
| Freguesia        | PSD   | PP    | PS    | Votantes |
| ---------------- | ----- | ----- | ----- | -------- |
| Fundada          | 83,55 | 5,91  | 7,21  | 541      |
| São João do Peso | 70,39 | 19,74 | 8,55  | 152      |
| Vila de Rei      | 60,09 | 18,41 | 14,64 | 1 646    |
| Vila de Rei      | 66,18 | 15,18 | 12,95 | 2 339    |

### Vila Velha do Ródão
| Partido                 | Partido                        | Votos | %               | +/-  |
| ----------------------- | ------------------------------ | ----- | --------------- | ---- |
|                         | Partido Socialista             | 1 627 | 56,51 / 100,00  | 2,42 |
|                         | Partido Social Democrata       | 940   | 32,65 / 100,00  | 3,41 |
|                         | Coligação Democrática Unitária | 105   | 3,65 / 100,00   | 1,95 |
|                         | Partido Popular                | 104   | 3,61 / 100,00   | 1,02 |
|                         | Outros                         | 54    | 1,86 / 100,00   |      |
| Votos Inválidos         | Votos Inválidos                | 49    | 1,71 / 100,00   | 0,03 |
| Total                   | Total                          | 2 879 | 100,00 / 100,00 |      |
| Eleitorado/Participação | Eleitorado/Participação        | 4 049 | 71,10 / 100,00  | 1,93 |

| Freguesia           | %     | %     | %    | %    | Votantes |
| Freguesia           | PS    | PSD   | CDU  | PP   | Votantes |
| ------------------- | ----- | ----- | ---- | ---- | -------- |
| Fratel              | 60,42 | 30,82 | 1,58 | 2,28 | 571      |
| Perais              | 47,34 | 41,57 | 2,54 | 5,08 | 433      |
| Sarnadas de Ródão   | 49,48 | 39,29 | 3,95 | 4,16 | 481      |
| Vila Velha de Ródão | 60,19 | 28,34 | 4,73 | 3,52 | 1 394    |
| Vila Velha de Ródão | 56,51 | 32,65 | 3,65 | 3,61 | 2 879    |